# Лыжные гонки на зимней Универсиаде 2013
Соревнования по лыжным гонкам в рамках зимней Универсиады 2013 года прошли с 12 по 21 декабря в местечке Валь-ди-Фьемме провинции Трентино. Было разыграно 11 комплектов наград.

## Результаты

### Мужчины
| Дисциплина                                                                                           | Золото                                                                               | Золото    | Серебро                                                                       | Серебро   | Бронза                                                                           | Бронза    |
| --- | ------------------------------------------------------------------------------------ | --------- | ----------------------------------------------------------------------------- | --------- | -------------------------------------------------------------------------------- | --------- |
| 10 км свободный стиль Финишный протокол (недоступная ссылка)                                         | Миланко Петрович · Сербия                                                            | 23:57.4   | Михаил Семёнов · Беларусь                                                     | 24:02.9   | Рауль Шакирзянов · Россия                                                        | 24:11.1   |
| 7,5 км классический стиль + 7,5 км свободный стиль (скиатлон) Финишный протокол (недоступная ссылка) | Рауль Шакирзянов · Россия                                                            | 38:42.1   | Марк Старостин · Казахстан                                                    | 38:42.7   | Павел Сюлатов · Россия                                                           | 38:42.7   |
| 30 км классический стиль (масс-старт)                                                                | Владислав Скобелев · Россия ·                                                        |           | Ермил Вокуев · Россия ·                                                       |           | Андрей Феллер · Россия ·                                                         |           |
| Спринт классический стиль Финишный протокол (недоступная ссылка)                                     | Максим Ковалёв · Россия                                                              | 3:25.71   | Павел Сюлатов · Россия                                                        | 3:26.35   | Хейкки Корпела · Финляндия                                                       | 3:27.43   |
| 4 x 10 км эстафета Финишный протокол                                                                 | Казахстан · Александр Малышев · Сергей Малышев · Геннадий Матвиенко · Марк Старостин | 1:43:03.6 | Россия · Павел Сюлатов · Владислав Скобелев · Ермил Вокуев · Рауль Шакирзянов | 1:43:04.7 | Финляндия · Хейки Корпела · Пертту Хюваринен · Яри Хухта · Юха-Матти Микколайнен | 1:43:30.7 |

### Женщины
| Дисциплина                                                                                       | Золото                                                             | Золото  | Серебро                                        | Серебро | Бронза                                                          | Бронза  |
| ------------------------------------------------------------------------------------------------ | ------------------------------------------------------------------ | ------- | ---------------------------------------------- | ------- | --------------------------------------------------------------- | ------- |
| 5 км свободный стиль Финишный протокол                                                           | Екатерина Григоренко · Украина · Астрид Слинд · Норвегия           | 13:27.1 |                                                |         | Марина Анцибор · Украина                                        | 13:27.3 |
| 5 км классический стиль + 5 км свободный стиль (скиатлон) Финишный протокол (недоступная ссылка) | Татьяна Осипова · Казахстан                                        | 29:34.7 | Екатерина Григоренко · Украина                 | 29:35.7 | Марьяна Питкянен · Финляндия                                    | 29:36.1 |
| 15 км классический стиль (масс-старт) Финишный протокол                                          | Оксана Усатова · Россия                                            | 42:50.4 | Марта Монрад-Хансен · Норвегия                 | 42:54.0 | Астрид Слинд · Норвегия                                         | 42:55.0 |
| Спринт классический стиль Финишный протокол (недоступная ссылка)                                 | Оксана Усатова · Россия                                            | 3:24.27 | Ольга Царёва · Россия                          | 3:24.28 | Ольга Репницына · Россия                                        | 3:26.64 |
| 3 x 5 км эстафета Финишный протокол                                                              | Украина · Екатерина Григоренко · Марина Анцибор · Екатерина Сердюк | 42:15.8 | Швеция · Лиза Даль · Софи Элебро · Юлия Янссон | 42:18.9 | Казахстан · Татьяна Осипова · Ольга Мандрика · Марина Матросова | 42:35.4 |

### Смешанные соревнования
| Дисциплина                                                              | Золото                                  | Золото   | Серебро                                   | Серебро  | Бронза                                     | Бронза   |
| ----------------------------------------------------------------------- | --------------------------------------- | -------- | ----------------------------------------- | -------- | ------------------------------------------ | -------- |
| Командный спринт свободный стиль Финишный протокол (недоступная ссылка) | Россия II Ермил Вокуев Евгения Ощепкова | 17:55.40 | Швеция · Антон Карлссон · Эмили Кедерверн | 17:56.58 | Россия · Рауль Шакирзянов · Анна Поваляева | 17:58.08 |

## Медальный зачёт в лыжных гонках
| Место | Страна    |   |   |   | Всего |
| ----- | --------- | - | - | - | ----- |
| 1     | Россия    | 6 | 4 | 5 | 15    |
| 2-3   | Украина   | 2 | 1 | 1 | 4     |
| 2-3   | Казахстан | 2 | 1 | 1 | 4     |
| 4     | Норвегия  | 1 | 1 | 1 | 3     |
| 5     | Сербия    | 1 | 0 | 0 | 1     |
| 6     | Швеция    | 0 | 2 | 0 | 2     |
| 7     | Беларусь  | 0 | 1 | 0 | 1     |
| 8     | Финляндия | 0 | 0 | 3 | 3     |